# Microsoft Windows NT
Microsoft Windows NT（マイクロソフト ウィンドウズ エヌティー）は、マイクロソフトが開発したオペレーティングシステム（OS）である。DECが手がけたVMSのアーキテクチャを基礎としており、開発もDECの元社員が全面的に行い、リリースに至っている。
Windows 9x系といったWindowsファミリーのオペレーティングシステムより安定性に優れている。Windows 2000 以降はOSの名称からNTは外されたものの、OSとしてはWindows NTのバージョン5以降であり、2024年現在における最新のWindows NT系プラットフォームとなるWindows 11（Windows NT バージョン 10.0）に至るまでWindows NTは継続した製品シリーズである。

## 概要
Windows NTはMS-DOS上の拡張シェルであるWindows 3.x系はもちろん、Windows 9x系とも異なる、完全32ビット、かつプリエンプティブなマルチタスクOSであり、Win9xとは別に開発された新規のOSである。
設計の要素の多くはデヴィッド・カトラーや一緒に入社したDECの開発者の影響があり、VMSの要素を反映している。OSのカーネル領域とアプリケーション領域を分離して管理する構造で、Windows 9x系に比べて高い安定性を確保していたが、その分だけ高いマシンスペックを要求した。このため、Windows 9x系が家庭用と位置付けられていたのに対し、Windows NT系は業務用として位置付けられていた。
安定した動作を要求される業務用途をメインに考えて設計されたこともあるが、Windows 95に比べてマルチメディア系の機能やゲームAPIのDirectX（Windows NT 4.0で一部対応）、ACPIやPnPに完全対応していない。それらは、Windows NT 4.0はUSBやIEEE 1394等の新しい規格が登場する前に設計されたOSであったためである。

## NTの意味
マイクロソフトはNTを「New Technology」の略としている。しかし、後継のWindows 2000においてブート時のロゴ画面上に「Built on NT Technology」という文章が書かれており、この説だとすると「Built on New Technology Technology」となりTechnologyが重なってしまう。1998年のビル・ゲイツへのインタビューによれば、「NT」の本来の意味は「New Technology」であった一方で、長い期間を経てその意味は薄れ、「NT」は単純にハイエンド向けのWindowsを指すようになったと説明している。他に、カトラーが先に開発したVMSの一歩先を行くという意味で、それぞれアルファベット順での次の文字にしたWNTとするためだろうという説や、「NT」は、開発元のMicrosoftの略称「MS」のアルファベット上での次の文字になっているという説、初期の開発名称 i860エミュレータ'N10 (N-Ten)'の略との説などがある。

## バージョンの変遷及びそれぞれの特徴
IBMと共同で開発していたOS/2のバージョン2の次期バージョンをWindows NTとし、IBMとは別に製品を開発していくこととなる。最初のバージョンは3.1であり、これ以前に発売されていたWindows 3.1と互換性があるため、Windows NTの最初のバージョンも3.0ではなく3.1として発売した。これはWindows 3.1と歩調を揃えるという、マーケティング上の理由による。
以下、英語版の発売年を併記する。

### Windows NT 3.1（1993年）
初期バージョン。コードネームはWNT。デスクトップ シェルとしてWindows 3.1と同じユーザインタフェースを採用していた。英語版は1993年7月27日に発売された。x86版、MIPS版、Alpha版がある（日本語版では、x86版、Alpha版のみ提供された）。Windows NT 3.1は、スタンドアロンおよびメンバーサーバーとして利用できる。同時期に発売されたWindows NT Advanced Server 3.1 はドメインコントローラ専用であり、Windows NT 3.5以降のエディションとは考え方が違う。

### Windows NT 3.5（1994年）
コードネームはDaytona（デイトナ）。英語版は1994年9月21日に発売された。メモリ消費量の低減および処理速度の向上が図られており、NTを動作させるためのハードウェア要件を引き下げた。このコードネームを冠したβ版（正確にはリリース候補版）が雑誌付録のCD-ROMで大量に配布され注目を集めた。NTFSでしか利用出来なかった長いファイル名をFAT16で利用可能にした最初のOSである。

### Windows NT 3.51（1995年）
英語版は1995年5月30日に発売された。Windows 95とのAPIの共通化を図ると共に、NTFSにおいてファイルの圧縮機能をサポートした。またPowerPC版が追加された。

### Windows NT 4.0（1996年）
Windows 95から継承したGUIを採用した。同時にDirectX2のサポートなども行われている。その最大の特徴として、これまでの3.x系ではマイクロカーネルアーキテクチャにのっとり、低い特権レベルで動作していたグラフィック関連のデバイスドライバを、OSのカーネルと同レベルである特権レベル0で動作させるようになった点が挙げられる。結果として、これまで大きな不評を浴びてきた、グラフィック処理の遅さについてのパフォーマンスは大幅に改善したが、その代償としてグラフィックデバイスのデバイスドライバのバグ、ハングアップによって最悪の事態ではOS全体の破壊が引き起こされ得るなど、システムの堅牢性やマイクロカーネルとしての実装理念としては3.xシリーズより大きく後退している。
NTはこの措置によってグラフィック描画速度の向上やDirectXへの対応が可能となり、商業的な成功への道筋をつけることができた。のちに、NT系列OSのグラフィック関連のデバイスドライバが特権レベル0で動作するという構造は、Windows Vista、Windows Server 2008のリリース時に、本来のNT3.1方式の実装に改められている。
本来NT 4.0としてオールチンの手によって開発が進められていたCairoプロジェクトの失敗も加わり、メジャーバージョンアップであるVer 4.0を名乗るようになった。
開発コードネームは当初、Cairoと名付けられていたが、結果的にCairoとして開発されていた完全オブジェクト指向OSの開発が頓挫したため4.0に名前を譲られた形となっている。その後CairoのコードネームはNT 4.0の後継にあたるNT 5.0（Windows 2000）へ、Cairoプロジェクトの思想の一部はWinFSへそれぞれ受け継がれた。

## 出荷・販売本数の推移

### Windows NT 3.1
- 1993年7月27日 - 英語版発売[9]
- 1993年9月25日 - （発売60日）20万本出荷[10]
- 1993年11月4日 - （発売100日）25万本出荷[10]
- 1994年1月28日 - 日本語版発売[11]
- 1994年1月28日 - 30万本[要出典]
- 1994年7月 - （発売1年）公称50万本販売[10]（日本では7000本）
- 1995年1月 - 60万本[要出典]

### Windows NT 3.5
- 1994年9月21日 - 英語版発売[9]
- 1994年12月8日 - 日本語版発売[12]

### Windows NT 3.51
- 1995年5月30日 - 英語版発売[9]
- 1996年1月19日 - 日本語版発売[要出典]

### Windows NT 4.0
- 1996年9月3日 - 英語版発売[13]
- 1996年12月10日 - 日本語版発売[14]